# Simfonia núm. 1 (Skriabin)
La Simfonia núm. 1, op. 26, en mi major, va ser escrita per Aleksandr Skriabin entre el 1899 i el 1900. És una primera simfonia ambiciosa, formada per sis moviments, l'últim dels quals té un cor i dos solistes vocals. Aquesta obra és una de les primeres en què s'expressa clarament la idea de Skriabin de l'art que transforma moralment una persona.

## Història
El compositor va començar a dibuixar la simfonia el 1899. El gener de 1900 la va provar al piano a Moscou amb aquest amic Aleksandr Goldenvéizer. En aquesta versió per a dos pianos, l'obra va ser tocada per diversos músics, inclòs Liàdov (que més tard aquell any va dirigir l'estrena de la simfonia, menys l'últim moviment). Skriabin va escriure la major part de l'obra l'estiu de 1900, treballant-hi intensament al districte de Darino de Moscou. El juny de 1900 va escriure a l'editor Beliàiev que estava "molt ocupat component per a orquestra", i tres mesos després, al setembre, va informar: "Durant l'estiu vaig escriure una simfonia (6 moviments) i ara l'estic orquestrant".
Skriabin va mostrar primer la seva simfonia al seu mestre Safónov al piano, després a Liàdov quan va arribar a Sant Petersburg. Skriabin havia prevaricat sobre el text definitiu del final coral, que ell mateix havia escrit, però el comitè artístic que presidia l'acceptació de les obres a publicar per l'editorial (encapçalada per Rimski-Kórsakov, Glazunov i Liàdov) va declarar: "la part vocal en el sisè moviment de la teva simfonia és ininterpretable, i en tal forma aquest moviment de la simfonia no es pot publicar".
Malgrat les protestes de Skriabin, quan Liàdov va dirigir l'estrena de l'obra el 24 de novembre de 1900, el final es va ometre.
No obstant això, Skriabin va rebre el cobejat Premi Glinka el novembre de 1900 per aquesta obra.
Van passar cinc mesos més abans que la simfonia s'escoltés completament: la simfonia va tenir la seva primera interpretació completa a Moscou el 29 de març de 1901 sota la direcció de Safónov, en un concert dedicat a la memòria de Nikolai Rubinstein.
Quinze anys més tard, el crític Arthur Eaglefield Hull va escriure que la Primera Simfonia era "una obra magistral de gran bellesa".

## Instrumentació
La simfonia està escrita per a mezzosoprano, tenor, cor mixt (SATB) i una orquestra formada per 3 flautes (el tercer també flautí), 2 oboès, 3 clarinets, 2 fagots, 4 trompes, 3 trompetes, 3 trombons, tuba, timbales, campanes, arpa i cordes.

## Estructura
L'obra consta de sis moviments:
1. Lento
2. Allegro drammatico
3. Lento
4. Vivace
5. Allegro
6. Andante

### Finale
El final és un homenatge a la sobirania de l'art, un tema comú a les obres de Skriabin. La lletra la va escriure ell mateix. La mezzosoprano comença el moviment amb "Oh símbol màxim de la divinitat, l'art suprem i l'harmonia, portem elogis com a tribut davant teu", i la peça conclou amb mezzosoprano, tenor i, finalment, el cor cantant "Regnant omnipotentment sobre. la terra aixequeu l'home per fer actes gloriosos."